# Sharpless-epoxidatie
De Sharpless-epoxidatie is een enantioselectieve reactie om 2,3-epoxyalcoholen te maken vanuit een allylisch alcohol, met tert-butylhydroperoxide als oxidator.
De enantioselectiviteit komt voort uit de katalysator die vormt uit titaniumtetra(isopropoxide) en di-ethyltartraat:
Epoxiden kunnen eenvoudig omgezet worden in dialcoholen, aminoalcoholen of ethers, dus de vorming van chirale epoxiden is een belangrijke stap in de synthese van natuurstoffen.
Karl Barry Sharpless kreeg in 2001 de Nobelprijs voor de Scheikunde voor zijn werk aan asymmetrische oxidaties. De prijs werd gedeeld met William Standish Knowles en Ryoji Noyori.